# 海威爾·威廉斯

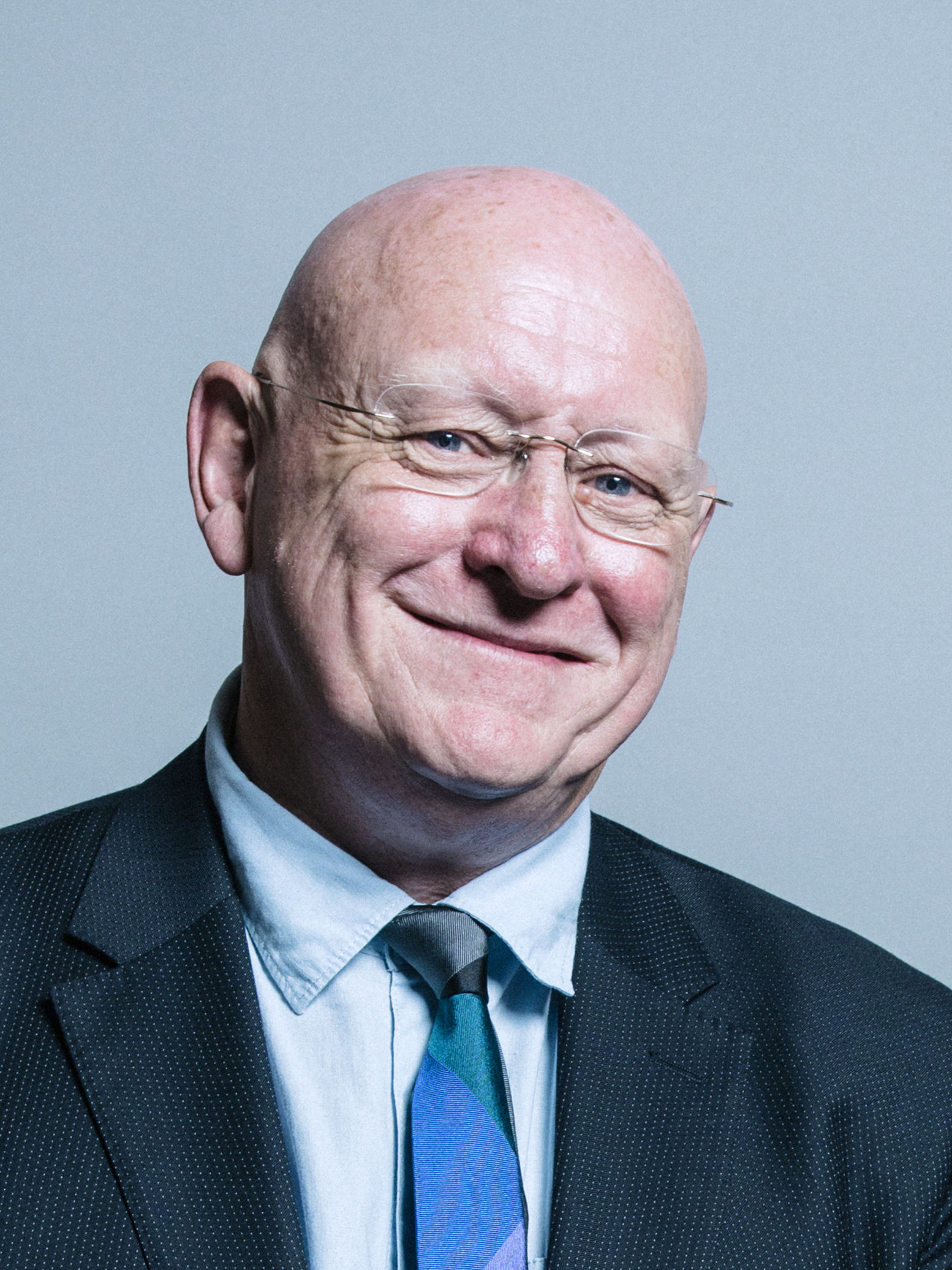

海威爾·威廉斯（Hywel Williams，1953年5月14日—）是一位英國政治人物，他的黨籍是威爾斯黨。自2001年開始，他擔任阿豐選區選出的英國下議院議員。他出生在普爾赫利。